# Pery Ribeiro
Peri de Oliveira Martins, mais conhecido como Pery Ribeiro (Rio de Janeiro, 27 de outubro de 1937 — Rio de Janeiro, 24 de fevereiro de 2012), foi um cantor e compositor brasileiro.

## Carreira
Peri se iniciou na carreira artística ainda na infância. Aos três anos, fez a dublagem do anão Dengoso em Branca de Neve e os Sete Anões, onde sua mãe Dalva de Oliveira dublava a personagem título. Aos 5, em 1942, participou de It's All True, o filme inacabado de Orson Welles filmado no Brasil. Em 1959, trabalhando na TV Tupi como operador de câmera, foi convidado para participar do programa de Paulo Gracindo, na Rádio Nacional. Assumiu, então, o nome artístico de Pery Ribeiro, seguindo sugestão do radialista César de Alencar.
Sua primeira gravação musical foi em 1960, um compacto com entre outras a canção "Sofri você" (Ricardo Galeno e Paulo Tito), entre outras. No mesmo ano estreou como compositor com a música "Não Devo Insistir", com Dora Lopes. Em 1961 foi o intérprete de "Manhã de Carnaval" e "Samba de Orfeu", ambas de Luiz Bonfá e Antônio Maria. Pery gravou a primeira versão comercial da canção "Garota de Ipanema", sucesso em todo o mundo, em 1961. Lançou 32 álbuns, sendo 12 discos dedicados à Bossa Nova. Desenvolveu trabalhos mais jazzísticos, ao lado de Leny Andrade, viajando pelo México, Europa e Estados Unidos, onde atuou também ao lado do conjunto de Sérgio Mendes de 1966 a 1970.  Entre os 50 troféus e 12 prêmios que ganhou, estão o Troféu Roquette Pinto, o troféu Chico Viola e o Troféu Imprensa. Foi apresentador de programas de televisão e participou de alguns filmes no cinema nacional.
Em 2012, a revista Rolling Stone Brasil declarou-o número 64 dos 100 cantores melhores do Brasil.  A revista defendeu que ele foi "possivelmente o cantor mais subestimado do Brasil ... ele se tornou uma das principais vozes da bossa nova.... Técnica, afinação, gosto apurado, inteligência musical – Pery tinha tudo isso de sobra e cantava todos os estilos." Em 2013, o selo musical Discobertas passou a lançar caixas anuais reeditando a discografia de Pery.

## Vida pessoal
Era filho de Dalva de Oliveira e Herivelto Martins. Tinha sete irmãos (um de pai e mãe, Ubiratan (Bily), cinco por parte de pai, e uma irmã adotiva, por parte de mãe). Foi um grande admirador da obra artística de seus pais, e através deles conseguiu se decidir a apreciar a música, seguindo a carreira de cantor.
Pery teve dois filhos: Paula, do primeiro casamento com Tereza, e Bernardo, do casamento com Ana Duarte. Morou por quase 10 anos com a família, a esposa Ana e o filho Bernardo, em Miami, na Flórida, retornando em 2007 para a cidade do Rio de Janeiro.

### Morte
Morreu aos 74 anos, vítima de um infarto agudo do miocárdio, após 30 dias internado no Hospital Universitário Pedro Ernesto, na Vila Isabel, para tratamento de endocardite.

## Prêmios e indicações

### Troféu Roquette Pinto
| Ano  | Categoria     | Indicação    | Resultado |
| ---- | ------------- | ------------ | --------- |
| 1963 | Melhor Cantor | Pery Ribeiro | Venceu    |